# Julia Kern
Julia Kern (Berkeley, 12 de septiembre de 1997) es una deportista estadounidense que compite en esquí de fondo. Ganó dos medallas en el Campeonato Mundial de Esquí Nórdico, en los años 2023 y 2025, ambas en la prueba de velocidad por equipo.

## Palmarés internacional
| Campeonato Mundial | Campeonato Mundial  | Campeonato Mundial | Campeonato Mundial   |
| Año                | Lugar               | Medalla            | Prueba               |
| ------------------ | ------------------- | ------------------ | -------------------- |
| 2023               | Planica (Eslovenia) | Medalla de bronce  | Velocidad por equipo |
| 2025               | Trondheim (Noruega) | Medalla de plata   | Velocidad por equipo |